# Bovert
Bovert ist eine Wohnsiedlung  von Meerbusch im nordrhein-westfälischen Rhein-Kreis Neuss. Es gehört zum Stadtteil Osterath, der ungefähr 12.745 Einwohner zählt.

## Geschichte
Bovert war bereits im 19. Jahrhundert Teil der Gemeinde Osterath und wurde mit ihr 1970 nach Meerbusch eingemeindet. Im Zweiten Weltkrieg war in Bovert eine Flugabwehr-Stellung stationiert. 1941 kam es auf der Strecke der Rheinbahn zwischen Düsseldorf und Krefeld („K-Bahn“) bei Bovert zu einem Straßenbahnunglück, bei dem eine Frau starb.

## Vereinsleben
Die Schützenkompanie Osterath-Bovert 1911 besteht zurzeit aus den Jägerzügen Edelweiss, Gerade aus II, Gröne Jonges, Grüne Seele, Waidmannsheil I, Waidmannsheil II, Wilddiebe sowie den Fahnenschwenkern und der Kindergruppe der Tellschützen. Die Kompanie hat bisher zweimal den Regimentskönig und viermal den Regiments-Jungschützenkönig gestellt.
Der Osterather Löschzug der Meerbuscher Freiwilligen Feuerwehr ist in Bovert stationiert. 2011 gab es insgesamt 107 Einsätze der Löschgruppe, darunter 91 im eigenen Zuständigkeitsbereich.

## Verkehr und Infrastruktur
Bovert liegt unmittelbar an der Bundesautobahn 57 und ist direkt über die Anschlussstelle Bovert zu erreichen. Wichtigste Verkehrsachse Boverts ist die Meerbuscher Straße, die von der Autobahnanschlussstelle durch den Ort nach Osterath führt. Mit diesem ist Bovert zusammengewachsen, zugleich bildet aber auch die nord-südlich verlaufende Bahnstrecke Krefeld–Neuss/Düsseldorf eine Trennungslinie zwischen Bovert und Osterath. Durch diese Bahnlinie und die östlich von Bovert verlaufende Stadtbahnlinie (U70/76, „K-Bahn“) ist Bovert an Krefeld Hbf und Düsseldorf Hbf angebunden.
Eine der städtischen Gemeinschafts-Grundschulen sowie die städtische Hauptschule Wienenweg liegen in Bovert.